# Бая-Маре

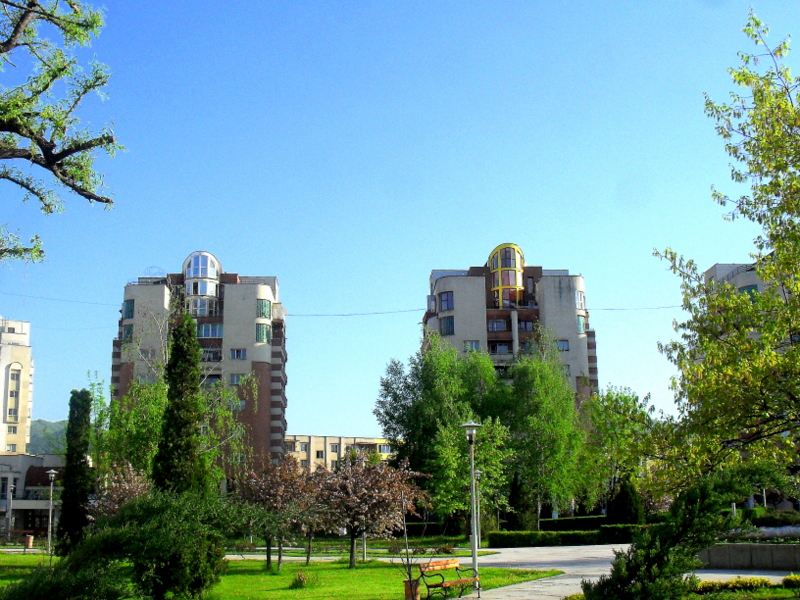
Бая-Маре

Ба́я-Ма́ре (рум. Baia Mare, венг. Nagybánya, нем. Frauenbach) — город в Румынии, в регионе Трансильвания, административный центр жудеца Марамуреш. Город известен с 1329 года. По данным переписи населения, проведённой в 2002 году, население Бая-Маре составило 137 921 человек. По данным на 2016 год в Бая-Маре живёт 147 801 человек.

## История
Развитие города началось на среднем течении реки Сэсар. Во времена бронзового века здесь жили фракийские племена. Позже Бая-Маре входил в царство даков, образованное королём Буребиста. Этот регион был известен благодаря богатым месторождениям золота и серебра. В письменных документах Бая-Маре впервые упоминается Карлом I в 1328 году под названием Rivulus Dominarum (на русском языке: «Река дамы»).
Позже, в 1347 году, Людовик I описывает его как крупный город с развитой горнодобывающей промышленностью. В 1411 году Бая-Маре и его окрестности, включая шахты, были переданы в собственность семьи Хуньяди императором Сигизмундом. Эти земли Яноша Хуньяди получил за помощь, оказанную императору в войне с турками.
Расцвет города совпал со строительством собора Св. Стефана. Сейчас башня этого не сохранившегося до наших дней собора является одной из самых известных исторических достопримечательностей. Первая школа, названная Scoala Rivulina, была открыта в Бая-Маре в 1547 году.
В 1703 году Пынте Храброму удалось на короткое время освободить город от власти Священной Римской империи. С тех пор Пынтя считается одной из самых значимых фигур в истории Бая-Маре.
В конце девятнадцатого века в городе жили несколько талантливых художников — Шимон Холлоши, Иштван Рети, Янош Торма и Карой Ференци. Они были в числе молодых венгерских и румынских студентов, которые получили образование в мюнхенской Академии искусств. В 1896 году они решили поселиться в Бая-Маре, который тогда назывался Надьбанья, чтобы работать вместе. Сообщество, созданное этими художниками, приобрело известность и оказало влияние на развитие венгерского искусства XX века. Работы каждого из них представлены в Венгерской национальной галерее в Будапеште.
В ночь на 30 января 2000 года на местном смешанном предприятии «Аурул» произошел выброс 100 тысяч кубометров цианосодержащей воды в приток реки Сомеш. В результате флора и фауна рек Сомеш и Тиса была уничтожена на 80-90 %. Всемирный союз венгров сравнил эту катастрофу с «новым Чернобылем».

## География
Город расположен в непосредственной близости от гор Гутай и Игнис. Их высота в некоторых местах достигает 1400 метров. Район известен своими пейзажами, и в горы легко добраться из города; известными маршрутами являются: Игнис (1307 м), Могоша (1246 м), Гутай (1443 м), Кряста-Кокошулуй (1450 м), Пятра-Солмулуй (839 м), Плесциоара (803 м), Дялул-Булат (683 м), Мургау (633 м), Дялул Кручии (500 м) и др. На некоторых из этих гор есть горнолыжные трассы, в первую очередь Могоша на севере Румынии, у которой наиболее трудный склон. Город расположен в долине Бая-Маре и окружён со всех сторон холмами и горами, что делает климат в городе мягче, чем в его остальных окрестностях. Доказательством этого является то, что на окраине Бая-Маре есть районы, в которых произрастают каштановые деревья, произрастающие в условиях тёплого климата, например, средиземноморского. Однако резкие изменения температуры происходят и в течение зимы, температура может иногда опускаться ниже −20 °С. Лето мягкое, прохладнее, чем в остальной части страны.
Число осадков в этой области достаточно высоко, в связи с тем что горы находятся на севере и востоке страны, которые не позволяют воздушной массе выйти за пределы региона; среднее количество осадков составляет почти 1000 мм/год.

## Культура и достопримечательности
Город обладает высоким уровнем культуры и образования; имеются шесть музеев, планетарий и обсерватория, два театра, два дома культуры, школы и библиотека(с несколькими филиалами). Недалеко от города есть несколько очень важных природных территорий, в том числе Кряста-Кокошулуй, Кейле-Тэтэрулуй, Лакул-Альбастру и т. д.
Театры
- Городской театр Бая-Маре.
- Кукольный театр Бая-Маре.

Музеи

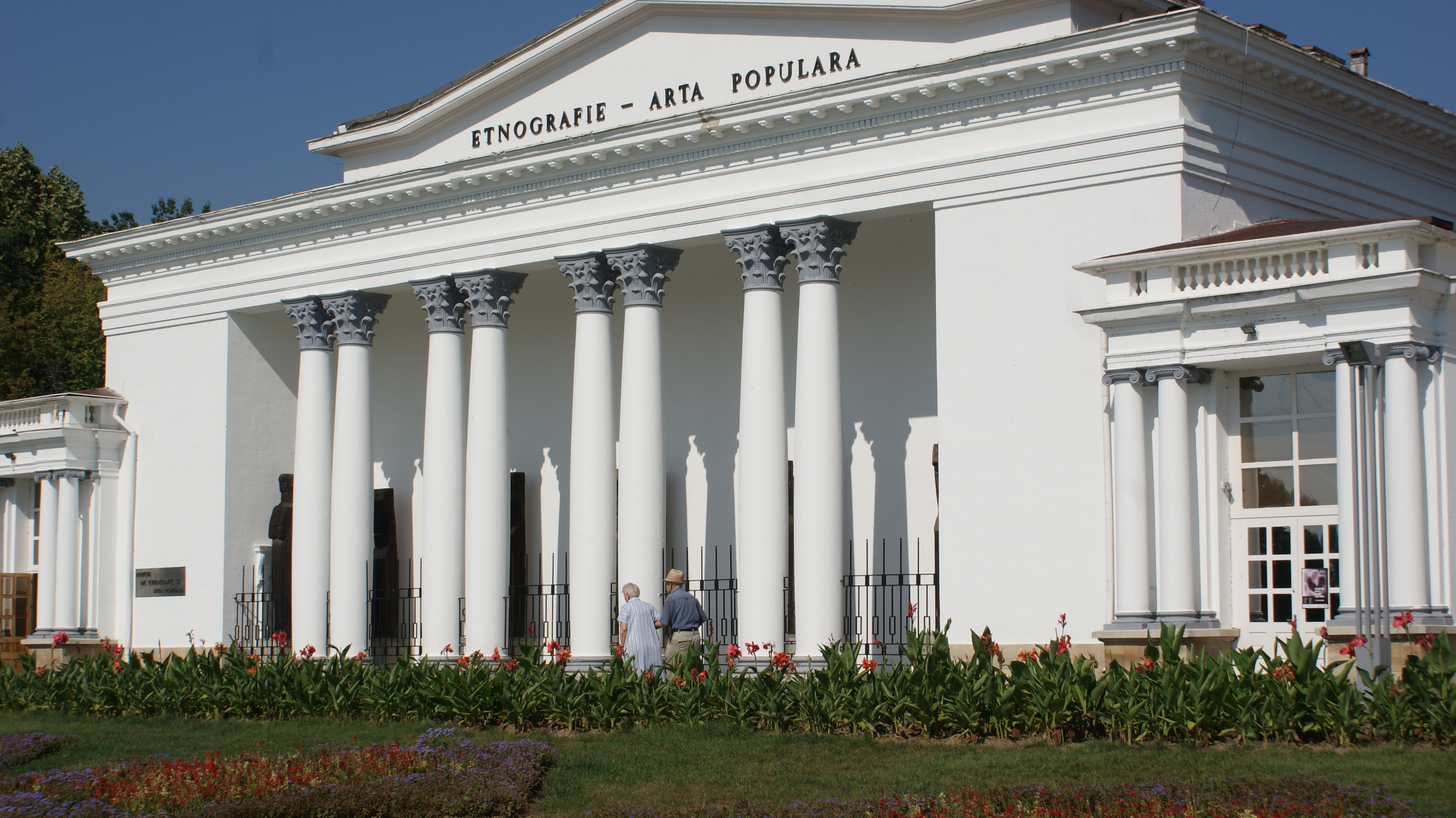
Музей этнографии и народного искусства

- Музей этнографии и народного искусства Бая-Маре.
- Художественный музей Бая-Маре.
- Музей минералогии Бая-Маре.
- Музей истории и археологии Бая-Маре.

Библиотека
- Публичная библиотека «Petre Dulfu» Бая-Маре.

## Население
| Год  | Численность | Численность |
| ---- | ----------- | ----------- |
| 1912 | 12 877      |             |
| 1930 | 13 904      |             |
| 1948 | 20 959      |             |
| 1956 | 35 920      |             |
| 1966 | 64 535      |             |
| 1968 | 63 000      | [ 4 ]       |
| 1977 | 100 992     |             |
| 1986 | 140 000     | [ 5 ]       |
| 1989 | 150 000     | [ 6 ]       |
| 1992 | 149 205     |             |
| 2002 | 137 921     |             |
| 2005 | 136 600     | [ 7 ]       |
| 2011 | 123 738     | [ 8 ]       |
| 2021 | 108 759     | [ 9 ]       |

Муниципалитет Бая-Маре с общей численностью населения 137921 человек в 2002 году, большинство из которых румыны. Этнический состав города выглядит следующим образом:
| Национальность | Доля в населении (%) |
| -------------- | -------------------- |
| Румыны         | 79,81 %              |
| Венгры         | 14,84 %              |
| Цыгане         | 0,51 %               |
| Немцы          | 0,36 %               |
| Украинцы       | 0,25 %               |
| Евреи          | 0,10 %               |

642 человека относятся к другим народам, включая греков, турок, итальянцев, поляков и словаков.
До Второй Мировой Войны Бая-Маре имел сообщество из более чем 1000 евреев, сейчас их проживает всего около 130, из-за депортации и уничтожения евреев во время Холокоста. Существует синагога, построенная в 1885 году.

## Памятники и здания

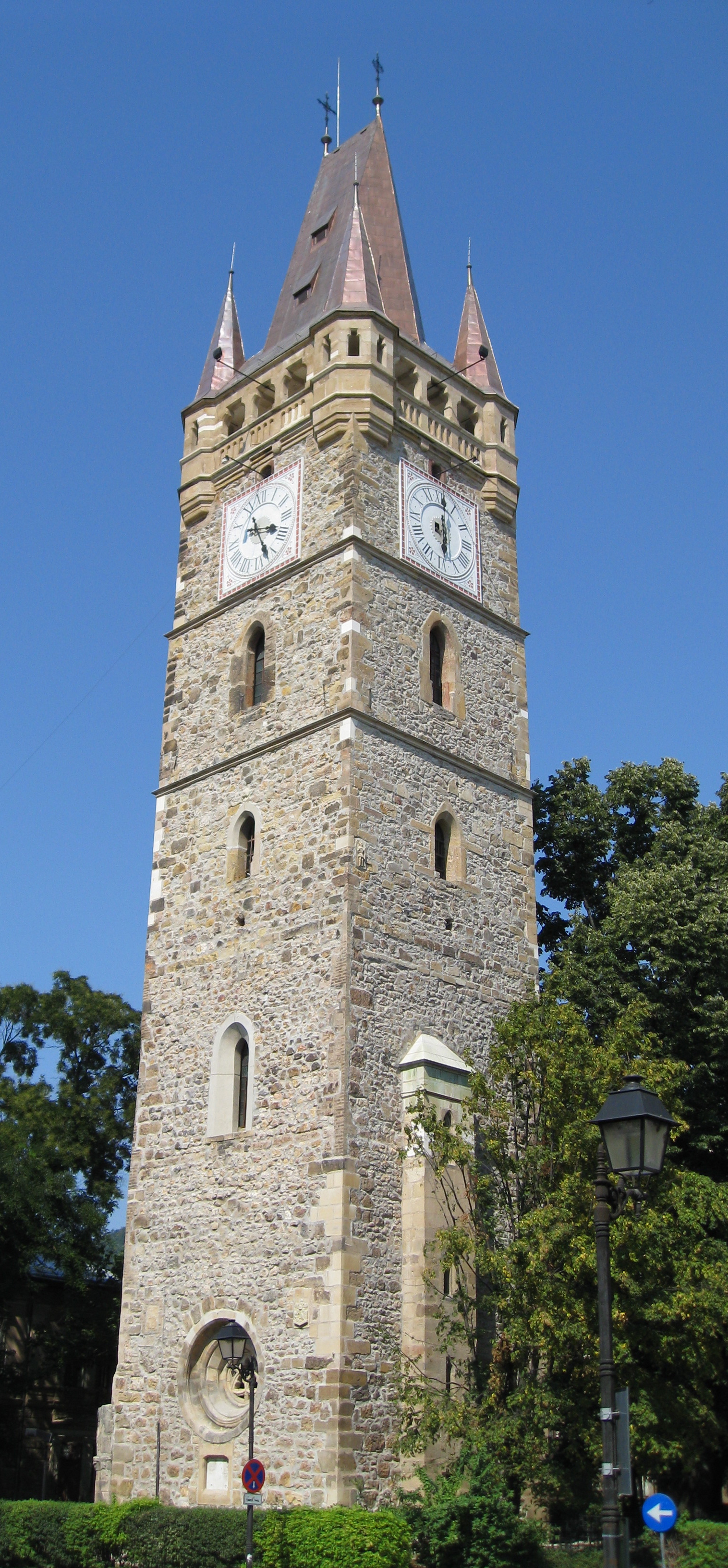
Башня Штефана

- Башня Штефана построена в готическом стиле, высота башни составляет 40 метров. Башня была предназначена для того, чтобы можно было увидеть любые очаги возгорания, а также для обзора города.
- Дом Хуньяди или Дом Элизабет, построенный в 1446 году, является частью старого средневекового замка.
- Дом Императорского Монетного двора, построенный между 1734 и 1737. Сегодня здание служит штаб-квартирой музея истории и археологии области Марамуреш.
- Башня Мясников (Turnul Măcelarilor) построенная в XV веке.
- Деревянная церковь Chechis была построена в 1630 году.
- Отель «Старый Чёрный Орел», построенный до 1790 года, расположен в историческом центре города Бая-Маре (ныне площадь Свободы). В 1880 году в нём разместилась мэрия. С 1950 по 1999 год здание было занято судом Бая-Маре. В настоящее время владелец «Бизнес-центр III тысячелетия».
- Троицкая церковь, была построена между 1717—1720.
- Успенский собор и интерьер были построены между 1905—1911, они представляют особую художественную ценность.
- Здание Префектуры Марамуреш, было открыто в 1969 году, оно было разработано в традиционном стиле Марамуреш.
- Дом культуры с залом на 700 мест, был построен в 1971 году.
- Драматический театр, был открыт в восемнадцатом веке.
- «Старейшины»(Sfatul bătrânilor) — работа художника Геза Вида, расположена в префектуре округа Марамуреш.
- «Статуя шахтера»(Statuia Minerului), расположена на площади Революции в Бая-Маре. Работа художника Геза Вида.
- Памятник «Румынский Солдат», был открыт в 1960 году в Бая-Маре посвящён румынским солдатам, которые погибли на поле боя во время Второй мировой войны.

## Города-побратимы
Бая-Маре является городом-побратимом следующих городов:
- Китве, Замбия (1972)
- Ивано-Франковск, Украина (1990)
- Сольнок, Венгрия (1990)
- Вельс, Австрия (2000)
- Ходмезёвашархей, Венгрия (2001)
- Бельско-Бяла, Польша (2001)
- Голливуд, США (2001)
- Серино, Италия (2003)
- Комб-ла-Виль, Франция (2009)

## Транспорт
Дорога
Город Бая-Маре расположен на трассе E58. Планируется создание скоростной дороги Байа-Маре — Важа, которая будет подключена к автомагистрали М3 в Венгрии.

## Экономика
В прошлом основу экономики Бая-Маре составляли горнодобывающие предприятия, расположенные в близлежащих районах. Однако после революции 1989 года и других изменений добыча руды сильно сократилась. В городе начали развиваться новые отрасли экономики. Сейчас Бая-Маре — один из наиболее экономически развитых городов в регионе. В городе построено несколько супермаркетов и планируется открыть по крайней мере два торговых центра не позднее декабря 2010 года. Крупнейшее в Восточной Европе предприятие по производству диванов — «Italsofa» — находится недалеко от кольцевой автодороги Бая-Маре. Также здесь ведётся дорожное строительство. Планируется постройка скоростного шоссе между городом Petea (на границе с Венгрией) и Бая-Маре. Другая дорога соединит Бая-Маре и Сату-Маре через автомагистраль М3.

## Топографические карты
- Лист карты L-34-VI Бая-Маре. Масштаб: 1 : 200 000. Издание 1977 г.